# 彼得·拉先科
彼得·尼古拉耶维奇·拉先科（俄语：Пётр Никола́евич Ла́щенко；1910年—1992年），苏联红军高级将领，1968年获苏军大将军衔，苏共中央检查委员会委员，苏联陆军第一副总司令。1943年10月获苏联英雄称号。苏联第七至第九届最高苏维埃代表。1955年9月起担任苏联驻匈牙利特别军司令，参与制定镇压匈牙利革命的计划。1989年在《军事历史杂志》上撰文仍坚持称匈牙利革命为反革命叛乱。